# Pléistocène supérieur
Stratigraphie
Pléistocène moyen Greenlandien
Holocène
Subdivisions
- Éémien = interglaciaire Riss-Würm
- Glaciation de Würm

Le Pléistocène supérieur est le dernier étage du Pléistocène. Il succède au Pléistocène moyen et précède l'Holocène.

## Dénomination
Le terme de Tarentien est proposé pour cet étage. Son approbation formelle et celle du Point stratotypique mondial (PSM) marquant sa limite inférieure sont en cours d'évaluation à la Commission internationale de stratigraphie et à l'Union internationale des sciences géologiques (UISG). Le terme de Tarentien vient du nom latin Tarentum de la ville de Tarente, située dans le sud de l'Italie.

## Chronologie
Le Pléistocène supérieur débute il y a environ 126 000 ans et s'achève il y a environ 11 700 ans. Le Greenlandien, premier étage de l'Holocène lui succède.
Les deux bornes du Pléistocène supérieur sont des bornes climatiques, mais de nature différente. Son début est défini par le maximum thermique de l'Éémien (une pointe de température), et sa fin par la remontée brutale des températures à l'issue du Dryas récent (une transition thermique).
Le Pléistocène supérieur commence au cours de la période tempérée de l'Éémien, durant quelque 11 000 ans, puis bascule il y a environ 115 000 ans dans la glaciation de Würm, dernière période glaciaire du Pléistocène.

## Paléofaune
De nombreuses espèces de la mégafaune se sont éteintes au cours de cet étage, notamment en Australie et en Amérique, une tendance qui s'est poursuivie jusqu'au début de l'Holocène. 

## Humains
Selon la théorie de l'origine africaine de l'Homme moderne, Homo sapiens sort d'Afrique il y a environ 55 000 ans puis se disperse sur tous les continents, sauf l'Antarctique. Il remplace les espèces humaines qui étaient déjà présentes en Europe et au Moyen-Orient (Homme de  Néandertal), ou en Asie (Homme de Denisova), après une hybridation d'ampleur limitée dont les traces se lisent dans le génome de l'humanité actuelle.